# برانكو لورا
برانكو لورا هو لاعب كرة الصالات ‏ ولاعب كرة قدم كرواتي، ولد في 21 أكتوبر 1982 في كرواتيا. شارك مع منتخب كرواتيا الوطني لكرة قدم الصالات. أما مع النوادي، فقد لعب مع FC Split Tommy ‏.

## وصلات خارجية
- برانكو لورا على موقع الاتحاد الأوربي (الإنجليزية)
- برانكو لورا على موقع اتحاد كرواتيا (الكرواتية)